# Grégory Mardon
Grégory Mardon, né à Arras le 6 novembre 1971, est un auteur de bande dessinée et illustrateur français.

## Biographie
Après une formation à l'école des Gobelins à Paris, Grégory Mardon participe à la réalisation des décors de séries d'animation telles que Papyrus, Fantômette, Blake et Mortimer ou encore Diabolik. Il fait ses débuts en bande dessinée avec des récits complets publiés par Le journal de Spirou en 1998 et 1999 :  Le Dernier Show de Pipo et Mello (n°3166), Dinozorro (n°3186) et La Panne (n°3212). Puis en 2000 (réédition en 2012), il publie son premier roman graphique Vagues à l'âme, dédié à son grand-père qui fut marin (Éd. Les Humanoïdes associés).
En 2019, il illustre le one-shot Les bijoux de la Kardashian (Editions Glénat), une BD écrite par François Vignolle, directeur de la rédaction de RTL et Julien Dumond, grand reporter dans l’émission 7 à 8 sur TF1, BD qui relate le braquage de Kim Kardashian à Paris et l'enquête qui s'ensuit.

## Publications
- Vagues à l'âme, Éd. Humanoïdes associés (Tohu Bohu), 2000  (ISBN 2-7316-1385-8)[6], réédition en 2012
- Cycloman, scénario de Charles Berbérian, Éd. Cornélius, 2002  (ISBN 2-909990-85-0)[7].
- Corps à corps, Éd. Dupuis, coll. « Aire libre », 2004  (ISBN 2-8001-3538-7)
- Incognito, Éd. Dupuis, coll. « Aire libre » :
Victimes parfaites, tome 1 (série inachevée), 2005  (ISBN 2-8001-3677-4)
- Leçon de choses, Éd. Dupuis, coll. « Double expresso », 2006  (ISBN 2-8001-3810-6)
- Yannick Noah, collectif, Éd. Delcourt, 2007  (ISBN 978-2-7560-0966-7)
- Duo, collectif, Éd. Audie, coll. « Fluide Glamour », 2009  (ISBN 978-2-85815-975-8)
- Le Fils de l'ogre, Éd. Futuropolis, 2009  (ISBN 978-2-7548-0205-5)
- Madame désire ?, Éd. Audie, coll. « Fluide Glamour », 2009  (ISBN 978-2-351-23004-6)
- Sarah Cole, scénario de Russell Banks, Éd. Fururopolis, 2010  (ISBN 978-2-7548-0338-0)
- L'Extravagante comédie du quotidien, Éd. Dupuis :
  - Les poils, 2011  (ISBN 978-2-8001-4896-0) ;
  - C'est comment qu'on freine ?, 2011  (ISBN 978-2-8001-5121-2) ;
  - Le dernier homme, 2012  (ISBN 978-2-8001-5273-8)
- Petite frappe, scénario de François Bégaudeau, Éd. Delcourt, coll. « Mirages », 2014  (ISBN 978-2-7560-4333-3)
- L'Échappée, Éd. Futuropolis, 2015  (ISBN 978-2-7548-1132-3)
- La Vraie Vie, scénario de Thomas Cadène, Futuropolis, 2016[8]
- Votez le Teckel, scénario de Hervé Bourhis, Casterman, 2017[9]
- Prends soin de toi, 134 pages, Futuropolis, 2017 (DL 05/2017)  (ISBN 978-2-7548-1605-2)
- Pauvre Jean-Pierre, collection Aire libre, Dupuis (intégrale de la collection Aire Libre rassemblant les trois albums parus indépendamment entre 2004 et 2006 chez Dupuis : Corps à corps, Incognito, La leçon de chose), septembre 2017 [10]
- Les Chinois de Paname, bande dessinée documentaire 100% web, mai 2017, ARTE
- Les Bijoux de la Kardashian, scénario de François Vignolle et Julien Dumond, Glénat, 2019[5],[11]
- Le travail m'a tué, scénario de Hubert Prolongeau et de Arnaud Delalande, Futuropolis, 2019 [12]  (ISBN 978-2-7548-2468-2)
- La femme papillon, scénario de Michel Coulon, Futuropolis, 2020